# Šantarovac
Šantarovac (cyr. Шантаровац) – wieś w Serbii, w okręgu pomorawskim, w mieście Jagodina. W 2011 roku liczyła 390 mieszkańców.